# 1 Batalion Eksploatacji Dróg
1 Samodzielny Batalion Eksploatacji Dróg (1 sbed) – samodzielny pododdział wojsk drogowych ludowego Wojska Polskiego.
Przeznaczony do budowy i naprawy dróg w strefie przyfrontowej. W działaniach bojowych pełnił także służbę regulacji ruchu oraz kontroli wojskowych pojazdów mechanicznych.
Sformowany we wsi Griaznoje w rejonie Sum na podstawie rozkazu nr 004 dowódcy 1 Korpusu Polskich Sił Zbrojnych w ZSRR z 3 kwietnia 1944. Następnie wcielony do 1 Armii Wojska Polskiego.
Od połowy września do końca grudnia 1944 r. 1 sbed obsługiwał wyznaczony 1 Armii WP odcinek drogi samochodowej Kołbiel-Zakręt – Wawer – Praga oraz – do listopada włącznie – Wawer – Falenica – Michalin – Wiązowna – Falenica – Otwock – Świerk – Otwock – Wólka Mlądzka. Na wymienionych odcinkach dróg baon wystawił 16 posterunków regulacji ruchu i 3 punkty kontroli ruchu oraz punkty żywnościowe i pokoje noclegowe w Majdanku i Wawrze, punkt odpoczynku dla żołnierzy powracających z niewoli niemieckiej, w Wawrze na 3 tys. osób, punkty pomocy technicznej w Majdanku, Żurawce, Wawrze i Ostrowi, punkty pomocy sanitarnej i weterynaryjnej w Lublinie, Kurowie, Majdanku i Ostrowi, a także stację benzynową w Ostrowi.
Rozformowany w 1945 roku wraz z 1 Armią WP.

## Obsada personalna
Dowódcy batalionu
- ppłk Mikołaj Tiurenkow
- kpt. Aleksander Nikiforow
- ppłk Mikołaj Samsonienko

Zastępca dowódcy ds. regulacji ruchu - kpt. Borys Korzun

## Skład etatowy
Etat 047/12

Dowództwo i sztab
- 3 kompanie eksploatacji dróg
  - pluton regulacji ruchu
  - pluton drogowy
  - pluton gospodarczy
- pluton ochrony mostów
- drużyny: łączności; malarska